# Harold B. Lee
Harold B Lee, född 28 mars 1899, död 26 december 1973, var den elfte presidenten för Jesu Kristi Kyrka av Sista Dagars Heliga. 
Han föddes i Clifton, Idaho och arbetade som lärare i Idaho innan han tjänade som missionär i Colorado. Under sin tid som missionär träffade han en kvinnlig missionär från Utah, Fern Lucinda Tanner, som han gifte sig med i Salt Lake-templet 1923. Hans fru avled 1962 och året därpå gifte han om sig med Freda Joan Jensen.
1930 blev han stavspresident (en stav är inom mormonkyrkan en organisatorisk enhet bestående av ett antal församlingar) för Pioneer-staven i Salt Lake City. Under den stora depressionen drev staven ett socialhjälpsprogram.
1941 blev han kallad att bli medlem i de tolv apostlarnas kvorum och den 7 juli 1972 blev han kyrkans president. Han avled 18 månader senare, den 26 december 1973.
1973 gav Brigham Young University sitt bibliotek namnet Harold B. Lee Library. 